# Iva Frühlingová

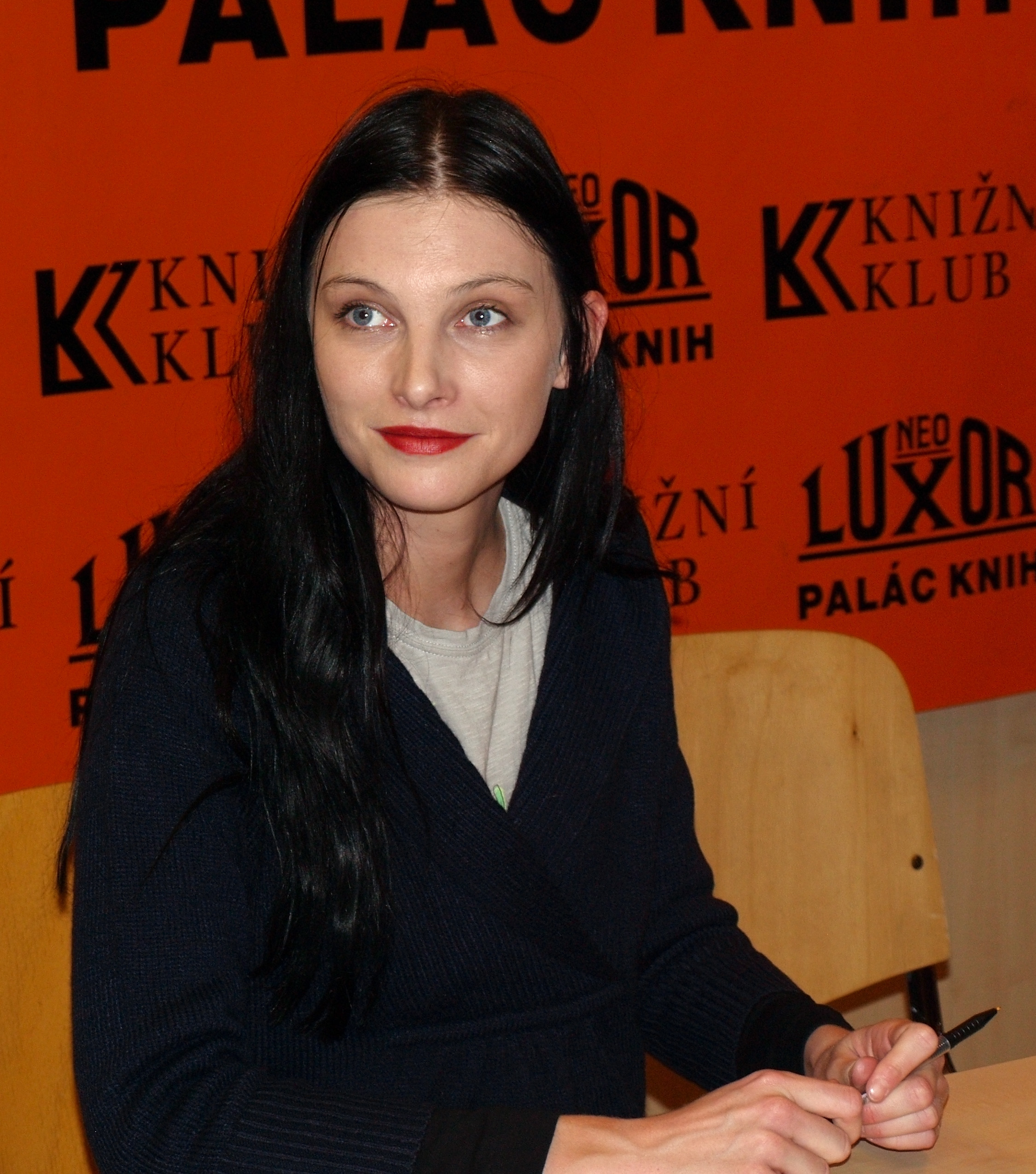
Iva Frühlingová in Prag (Oktober 2009)

Iva Frühlingová (* 11. Mai 1982 in Litvínov) ist eine tschechische Sängerin und ehemaliges Fotomodell.

## Leben
Im Jahre 1996 nahm Iva Frühlingová an einem Modelwettbewerb in Prag teil und wurde als Model in Paris engagiert. 2005 nahm sie Abschied vom Laufsteg und konzentrierte sich aufs Singen.
Im Jahr 2004 hat sie in Paris das Album Litvínov aufgenommen. Im selben Jahr beschloss sie, aus Frankreich zurück nach Tschechien zu gehen und zog nach Prag. Hier nahm sie ihr zweites Album Baby Doll auf.

## Diskografie
- Litvínov (2004), EMI[1]
- Baby Doll (2005)
- Strip Twist (2006)